# Òscar Ribas Reig
Pour les articles homonymes, voir Ribas et Reig.
Òscar Ribas Reig, né le 26 octobre 1936 à Sant Julià de Lòria (Andorre) et mort le 18 décembre 2020, est un entrepreneur, avocat et homme politique andorran, premier chef du gouvernement (en catalan Cap de Govern) de 1982 à 1984 et de nouveau de 1990 à 1994.

## Biographie

### Études et formation
Fils d'un père andorran et d'une mère espagnole, il grandit dans la ville espagnole de Barcelone. Il y étudie et fréquente l'école La Salle Bonanova et obtient son diplôme en droit de l'université de Barcelone en 1959. En 1961, il termine une maîtrise en philosophie politique de l'université de Fribourg en Suisse. Après avoir terminé ses études, il a commencé à travailler dans le groupe d’affaires de sa famille Reig Patrimonia. Plus tard, il entra en politique en tant que secrétaire à la mairie de sa ville natale, Sant Julià de Lòria, entre 1963 et 1965, puis adhéra au Parti national libéral, avec lequel il fut parlementaire par deux fois en tant que conseiller général d'Andorre (Conseller General d'Andorra) entre 1972 et 1975, puis entre 1976 et 1979.

### Chef du gouvernement
Après sa nomination par le Parlement andorran (en catalan Consell General de les Valls d'Andorra), il prend ses fonctions à la tête du gouvernement le 8 janvier 1982.
Pendant ses deux mandats à la tête du gouvernement d'Andorre, il a joué un rôle clé dans la création et l'approbation de la première constitution d'Andorre, où le pays est devenu un État de droit après l'approbation d'un référendum.
De nouveau chef du gouvernement entre janvier 1990 et décembre 1994, il joue un rôle important dans l'élaboration et l'approbation par référendum en 1993 de la première Constitution andorrane.
Avant les élections générales (Eleccions Generals) de 1993, il crée l'Agrupament Nacional Democràtic, une coalition de centre-droit qui l'emmène à la victoire. Cependant, il démissionne en novembre 1994, après le refus de son programme économique par le Conseil général (Parlement). Il fut le premier Cap de Govern à prononcer un discours en catalan devant l'Organisation des Nations Unies.

### Fin de carrière
Parmi ses différentes activités, à noter qu'il a été président de la banque d'affaires Banca Reig et vice-président de la Banc Agrícol, aujourd'hui regroupées sous le nom de Andbanc Grup Agrícol dont il est depuis 2002, président honoraire.
En 2007, il a été un des lauréats du prix Àgora Cultural 2007. Cette identité a ainsi reconnu le rôle important et significatif qu'Òscar Ribas a eu durant ses mandats de chef du gouvernement d'Andorre pour la défense de la langue et de la culture catalane, entre autres en étant le premier Cap de Govern ayant prononcé un discours en catalan aux Nations unies.

## Décorations
- Commandeur de la Légion d'honneur[5]
- Grand-croix de l'ordre d'Isabelle la Catholique